# Faculté de droit et science politique de Bordeaux
La Faculté de droit et science politique de Bordeaux est une unité de formation et de recherche du Collège droit, science politique, économie et gestion de l'université de Bordeaux.
Elle a un site dans le centre-ville de Bordeaux, sur la place Pey Berland, près de la cathédrale, et un autre dans le domaine universitaire de Talence Pessac Gradignan, qui est le deuxième plus grand campus d'Europe.

## Histoire

### Moyen Age et Renaissance

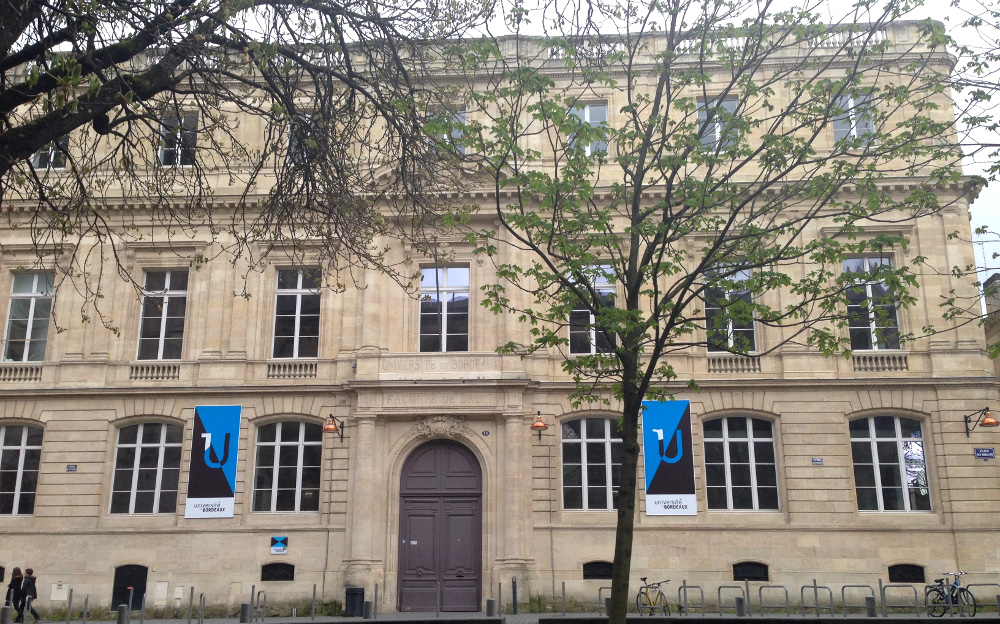
Le bâtiment de la faculté de droit, Place Pey-Berland. Le bâtiment abrite aussi le pôle juridique et judiciaire et les instituts de recherche.

À la demande de l’archevêque de Bordeaux, le pape Eugène IV crée un studium generale (théologie, droit, médecine et arts) sous l’autorité de Pey Berland. Après la guerre de Cent Ans, l’Aquitaine revient à la France et l’université passe peu à peu sous le contrôle du pouvoir royal. Mal équipé et sans traditions, cet organisme n’a qu’un faible rayonnement. Nombre d’étudiants bordelais vont, comme Michel de Montaigne, suivre les cours de l’Université de Toulouse ou de Montpellier. En réaction à l’insuffisance du collège des arts de l’université, la Jurade crée le Collège de Guyenne en 1553.
L’université de Bordeaux fut fondée en 1441 par une bulle du pape Eugène IV. Cette université comptait quatre facultés : art, médecine, droit et théologie. Elle fut ensuite supprimée en 1793, comme toutes les universités, par la Convention. Le système universitaire fut rétabli avec la création de l’Université de France par Napoléon Ier en 1808. La faculté de droit est établie en 1870 et l’université de Bordeaux est reconstituée en 1896.
L’université ne connaît pas de développement lors de la Renaissance, et en 1709, Laplace écrit au contrôleur général des finances : « Le Collège des lois de Bordeaux est entièrement désert et abandonné par la négligence des professeurs du droit à y faire leur devoir ». L’opposition entre le collège des Jésuites et l’université ne cesse de s’accroître jusqu’à la suppression de la Compagnie de Jésus. À partir de 1713, l’académie des sciences, belles-lettres et arts de Bordeaux constitue le pôle savant et artistique de la ville.
En 1793, la Convention supprime les universités. L’école centrale de Bordeaux, qui la remplace est inaugurée le 4 mai 1796 dans les bâtiments du collège de Guyenne.

### Du Premier Empire à la monarchie de Juillet
Les facultés sont rouvertes par Napoléon Ier, elles constituent la partie de l’enseignement supérieur dans l’Université de France (grande administration de l’éducation). 
Le 31 octobre 1815, dix-sept facultés des lettres, dont celle de Bordeaux, sont supprimées.
Durant la monarchie de Juillet, de nombreuses facultés sont ouvertes, mais elles se contentent d’assurer la collation des grades. 

### Troisième République
Fermée depuis 1793, la faculté de droit est rouverte en 1870. Elle s’installe à proximité de la cathédrale Saint-André de Bordeaux en 1873. Fernand Faure enseigne l’économie libérale et Léon Duguit le droit international.
La loi du 18 juillet 1896, due à un ancien professeur de la faculté des lettres de Bordeaux, Louis Liard, constitue l’université de Bordeaux avec ses quatre facultés : lettres, droit, sciences, médecine et pharmacie. Les facultés se développent et de nouvelles chaires sont ouvertes. La faculté des lettres compte onze chaires au début du XXe siècle, dont celle d’histoire de Bordeaux et du Sud-Ouest de la France ouvert en 1891 avec l’enseignement de Camille Jullian. Émile Durkheim enseigne la sociologie entre 1887 et 1902.
La faculté de droit s’installe place Pey-Berland en 1873. Les événements de Mai 68 rendent nécessaire l’évolution des universités françaises qui sera réalisée avec la Loi Faure.

### Cinquième République
Le site de Pessac apparaît en 1967.
L’université Bordeaux-I est créée en 1971 à la suite de la tripartition de l’université de Bordeaux. Elle regroupe alors les Sciences, les Technologies, le Droit et les Sciences sociales et politiques. Les secteurs « sciences » et « droit » ont tout de même un fonctionnement séparé. Des vice-présidents sont notamment délégués aux facultés de droit et d'économie : Cette université comptait 24 257 étudiants en 1994-95.
En 1995, est créée l’université Bordeaux-IV. L’assemblée constitutive provisoire du 22 juin 1995 a souhaité rendre hommage à Montesquieu en adoptant son nom.
En 2007, Bordeaux-IV est membre fondateur du PRES « Université de Bordeaux ». Préparée depuis 2010, l’université de Bordeaux est en grande partie reformée le 1er janvier 2014, résultat de la fusion des universités Bordeaux I, Bordeaux II et Bordeaux IV, l'université Bordeaux III restant autonome et prenant le nom d'université Bordeaux Montaigne.

## Composantes

### Instituts, écoles et départements

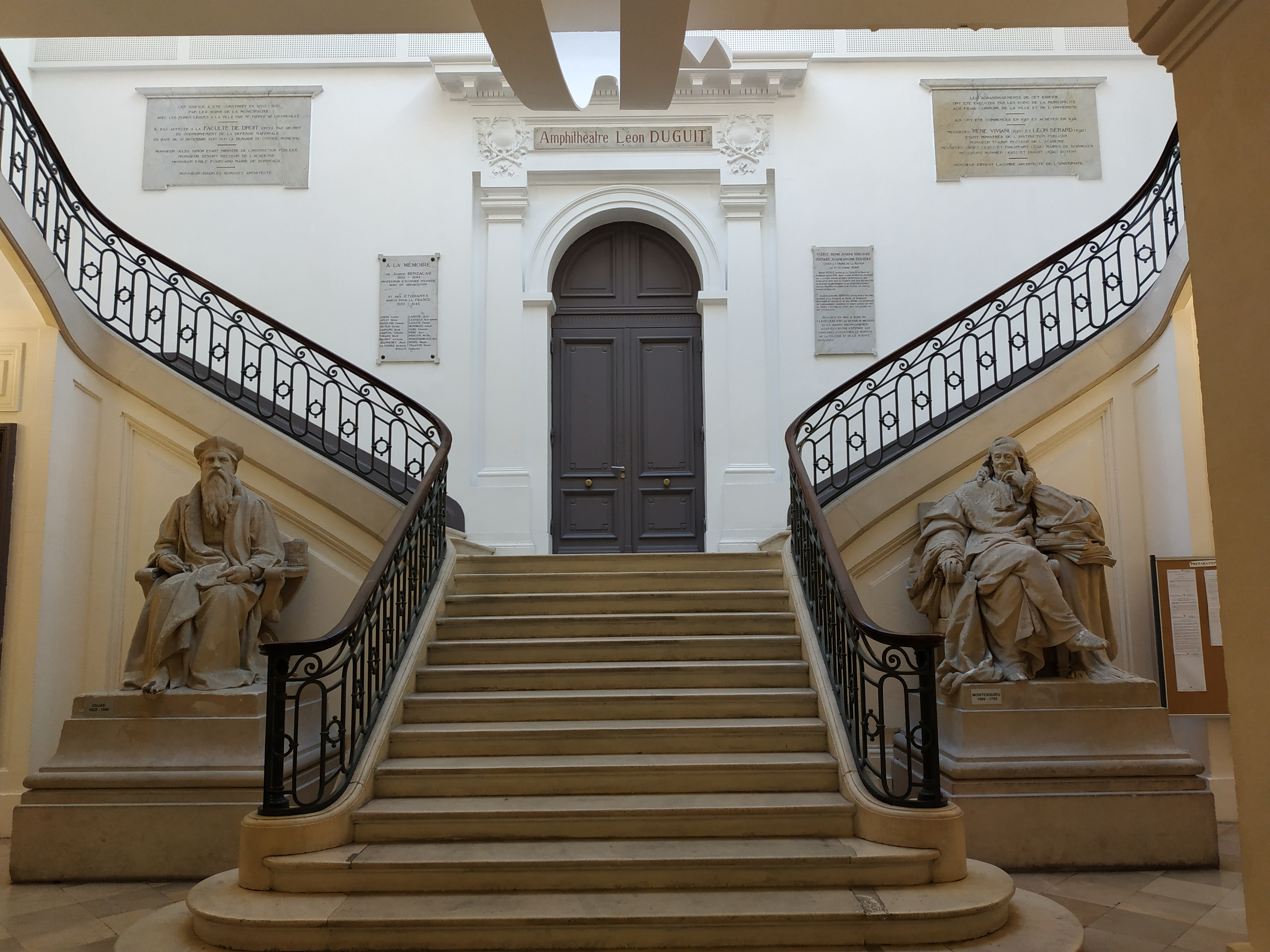
Hall d'entrée de la Faculté

Conformément au code de l'éducation qui fixe l’organisation légale des universités publiques en France, Bordeaux IV se compose de plusieurs composantes. On trouve d’une part les unités de formation et de recherche (UFR) et d’autre part les « instituts et écoles » :
- Institut d'administration des entreprises, dont Tech de Co de Bordeaux
- Institut universitaire de technologie de Bordeaux Montesquieu
- Institut universitaire de technologie de Périgueux-Bordeaux
- Institut d’études judiciaires (IEJ)
- École d'avocats du Barreau de Bordeaux
- Institut du travail
- Institut d’études juridiques et économiques de Périgueux (IEJE)
- Département d’études juridiques d’Agen (DEJA)
- École nationale d'administration pénitentiaire (ENAP), école associée
- Sciences Po Bordeaux, école associée
- École nationale de la magistrature (ENM), grande école associée

### Bibliothèque universitaire
La bibliothèque universitaire de droit de Bordeaux, est créée le 15 décembre 1870. C'est une bibliothèque universitaire, spécialisée en droit, sciences économiques et sciences politiques.
Elle est d'abord installée place Pey Berland à Bordeaux puis est transférée en 1966-1968 au 4 avenue Denis Diderot à Pessac, au sein du Domaine universitaire de Talence Pessac Gradignan.
La bibliothèque est ouverte aux enseignants-chercheurs et étudiants de toute université. Tout particulier peut également s'y inscrire pour bénéficier du droit d'emprunter les collections imprimées.

### Les sites
La faculté se situe à Bordeaux sur la place Pey Berland, mais aussi sur le domaine universitaire de Talence Pessac Gradignan, desservi par la ligne B du tramway de Bordeaux : stations Doyen Brus, Montaigne-Montesquieu et Unitec. 
La faculté possède aussi un département à Agen avec des formations en droit et en administration économique et sociale et un département d'études juridiques et économiques situé sur le site universitaire de Périgueux.

## Formation
La faculté de droit et de science politique de Bordeaux propose des formations en Licence, Master et Doctorat dans les domaines du droit, des sciences politiques, du journalisme et de la prévention des risques en entreprise. En plus du parcours LMD, la Faculté dispense des formations dans le cadre des diplômes universitaires (DU) et des préparations à des concours.

### Diplômes nationaux
- La Licence (Bac +3) :
  - Licence de Droit mention droit privé ou droit public science politique et administration publique en 3e année ;
- Le Master (Bac +5) :
  - Master mention droit public, sciences politiques et droit international (3 parcours) ;
  - Master mention droit européen (4 parcours) ;
  - Master mention droit des collectivités territoriales, finances publiques et fiscalité ;
  - Master mention droit social et droit de l'entreprise (4 parcours) ;
  - Master mention droit des affaires et droit public des affaires (2 parcours) ;
  - Master mention droit notarial ;
  - Master mention droit pénal et sciences criminelles (3 parcours) ;
  - Master mention justice, procès et procédures ;
  - Master mention droit privé et droit de la famille (3 parcours) ;
  - Master mention droit de la santé (2 parcours) ;
  - Master mention histoire du droit et des institutions ;
- Le Doctorat (bac +8) dans tous les domaines du droit et de la science politique au sein de l'École doctorale de l'université de Bordeaux.

### Diplômes d'universités
En dehors des formations classiques dans le cadre du « LMD » , la faculté de droit et science politique de Bordeaux propose également une palette de formations diplômantes ou non dans le domaine du droit :
- Capacité en droit ;
- Diplôme de l’Institut d’études économiques et juridiques appliquées à la construction et à l’habitat (ICH) ;
- 45 diplôme universitaires (DU) dont 7 de premier cycle, 14 de second cycle et 24 de troisième cycle ;
- Préparation au concours d’entrée à l’École nationale de la magistrature ;
- Préparation au concours d’entrée à l'École d'avocats ;
- Préparation aux concours du droit pénal : lieutenant et commissaire de Police ;

## Recherche

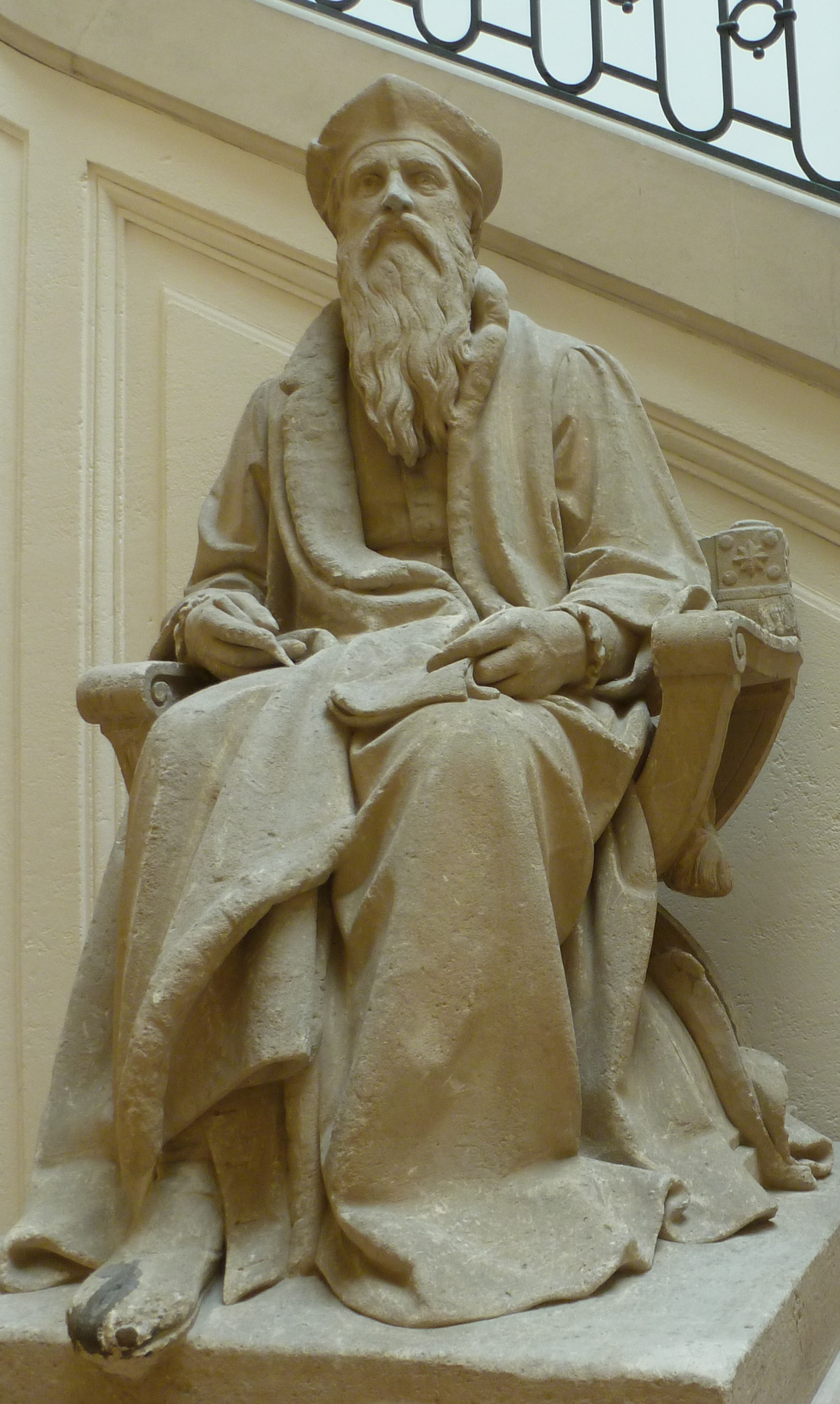
Statue de Cujas de la Faculté

La faculté de droit et science politique de Bordeaux abrite de nombreux laboratoires de recherche de l'Université de Bordeaux dans la plupart des domaines du droit et de la science politique.

### Les douze unités de recherche
L'UFR organise sa recherche en douze unités reconnues par le Ministère de l'Enseignement supérieur et de la Recherche. Ces unités, structurées en équipes de recherche sont regroupés en grands pôles de formation (droit public, droit privé, …) touchent à l’ensemble des domaines traditionnels de la réflexion juridique : droit privé des personnes et de la famille, droit privé et public des biens, droit de l'urbanisme et droit immobilier, droit international public et privé, droit communautaire et européen, droit public (constitutionnel et administratif) français et comparé, droit pénal et sciences criminelles, droit social (travail et protection sociale), droit de la santé, droit des affaires, droit fiscal et financier, droit des transports, histoire du droit et des idées politiques, théorie du droit, recherches sur la justice et le procès, éthique économique et des affaires, droit de l'information et de la communication, droit du sport, droit de l'environnement et droit de l’énergie, droit des activités agroalimentaires et des indications géographiques, droit des cultes et des religions, droit et déontologie des médias, droit des outre-mer…
Chacun des cent cinquante-et-un enseignant-chercheur est rattaché à une unité de recherche, elle-même rattachée à l’école doctorale « sciences juridiques et politiques ».

### Les laboratoires
La Faculté abrite dans ses locaux :
- 3 unités mixtes de recherche (UMR) en collaboration avec le CNRS :
  - Centre d'Études et de Recherches Comparatives sur les Constitutions, les Libertés et l'État (CERCCLE) dirigé par le Professeur Ferdinand Mélin-Soucramanien ;
  - Centre d’Études Politiques de l’Europe Latine (CEPEL) ;
  - Dynamique du droit (droit des créations immatérielles, droit de la consommation et du marché, droit de la santé, droit pénal et sciences criminelles, sécurité de l’information et informatique légale, histoire du droit des colonies).
- 7 équipes d'accueil (EA) universitaires de droit labellisées par le ministère :
  - Centre de droit Comparé du Travail et de la Sécurité Sociale (avec le CNRS)
  - Centre aquitain d'Histoire du Droit
  - Institut de Recherche en Droit des Affaires et du Patrimoine (IRDAP)
  - Institut Léon Duguit - Centre d'Étude et de Recherche sur le Droit administratif et la Réforme de l'état (CERDARE)
  - Centre de Recherche et Documentation Européennes Internationales (CRDEI)
  - Institut de Sciences criminelles et de la Justice (ISCJ)
  - Centre Européen d'Étude et de Recherche en Droit de la Famille et des Personnes (CERFAP)
- 2 équipes d'accueil universitaires de science politique labellisées par le ministère :
  - Centre d'étude d'Afrique noire (avec CNRS)
  - Science Politique Relations Internationales Territoire (avec CNRS)

### L'école doctorale

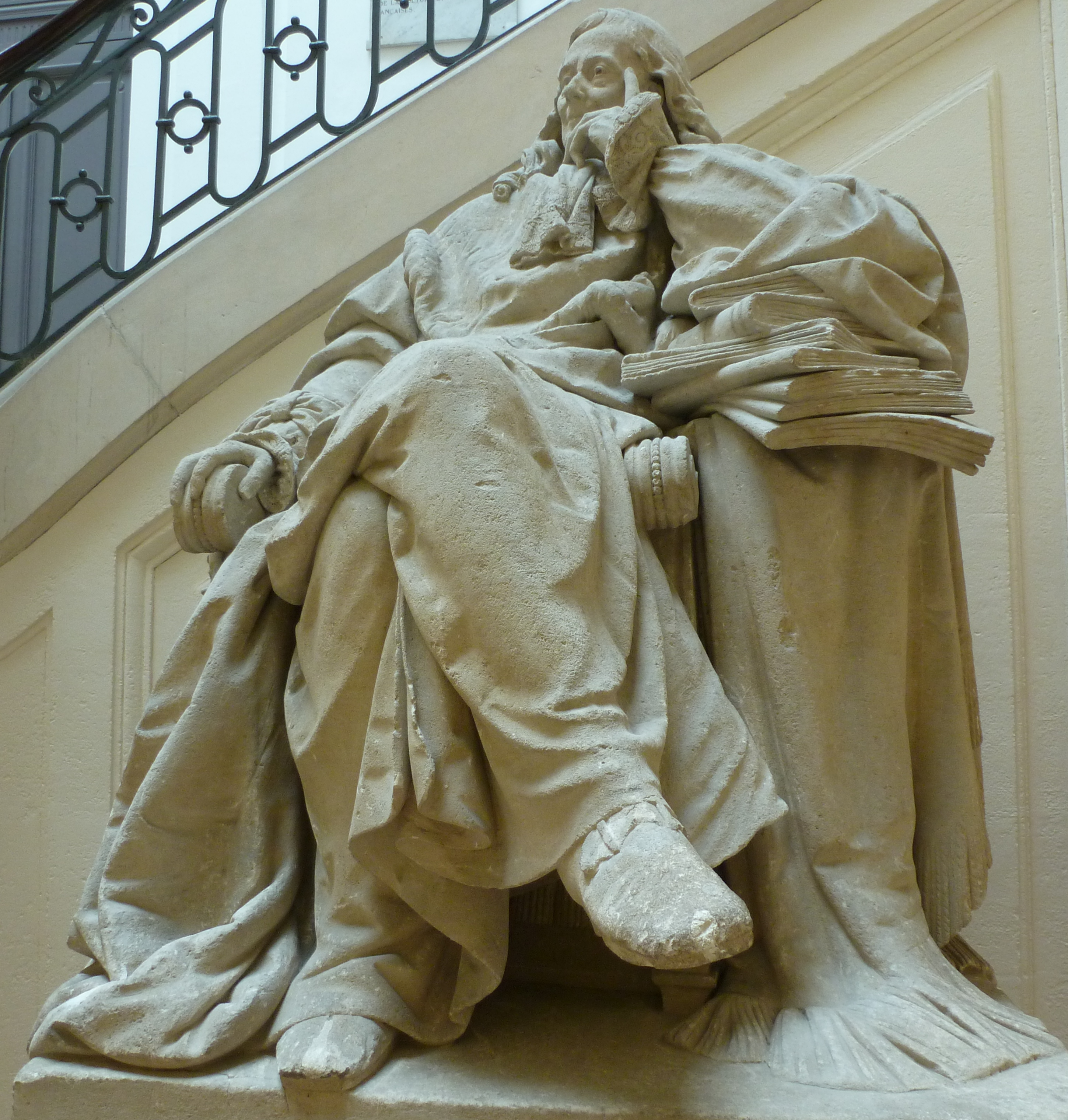
Statue de Montesquieu de la Faculté

La faculté de droit héberge dans ses locaux l'école doctorale bi-disciplinaire droit et science politique. Les activités scientifiques y sont menées dans deux grands domaines : le droit et la science politique.
L’École doctorale appartient au collège doctoral de l'Université de Bordeaux et complète ses formations.
Les doctorants inscrits au sein de l’école peuvent préparer quatre doctorats différents :
- Droit privé et sciences criminelles ;
- Droit public ;
- Histoire du droit et des institutions ;
- Science politique.

L’école doctorale organise les soutenances de thèses et effectue, en collaboration avec le service commun universitaire d'information, d'orientation et d'insertion professionnel (SCUIO-IP), un suivi de l’insertion professionnelle de ses docteurs.
Le directeur de l'école doctorale est le Professeur Christophe Radé.

## Personnalités liées à la faculté de droit

### Doyens
| Doyens de la faculté de droit de Bordeaux | Doyens de la faculté de droit de Bordeaux |
| ----------------------------------------- | ----------------------------------------- |
| 10 février 1871 - 20 février 1886         | Amédée Couraud                            |
| 26 février 1886 - 1er novembre 1903       | Gabriel Baudry-Lacantinerie               |
| 16 novembre 1903 - avril 1919             | Henri Monnier                             |
| 23 avril 1919 - 18 décembre 1928          | Léon Duguit                               |
| 17 janvier 1929 - septembre 1935          | Georges Ferron                            |
| octobre 1935 - septembre 1940             | André Ferradou                            |
| 28 septembre 1940 - 18 janvier 1944       | Roger Bonnard                             |
| 20 janvier 1944 - 1er aout 1948           | Henri Vizioz                              |
| 12 janvier 1949 - 8 aout 1953             | Robert Poplawski                          |
| 22 septembre 1953 - 19 octobre 1962       | André Garrigou-Lagrange                   |
| 19 octobre 1962 - 1er juillet 1968        | Joseph Lajugie                            |
| 1er août 1968 - décembre 1970             | Jean-Mary Auby                            |

| Vice-présidents chargés de la Faculté de Droit | Vice-présidents chargés de la Faculté de Droit |
| ---------------------------------------------- | ---------------------------------------------- |
| Pierre Jaubert                                 | février 1971-janvier 1977                      |
| Jean Hauser                                    | février 1977-février 1982                      |
| Antoine Vialard                                | février 1982-octobre 1983                      |
| Jean-Claude Gautron                            | janvier 1984-janvier 1989                      |
| Jean du Bois de Gaudusson                      | janvier 1989-?                                 |

### Présidents
- Marc Penouil (administrateur provisoire) : 1995-1996
- Jean du Bois de Gaudusson : 1996-2001
- Gérard Hirigoyen : 2001-2006
- Jean-Pierre Laborde : 2006-2011
- Yannick Lung (d) : 2011-2013

### Enseignants
Voir la catégorie « Enseignant à l'université de Bordeaux »

### Étudiants
Voir la catégorie « Étudiant de l'université de Bordeaux »

## Effectifs
| Nombre d'étudiants de la Faculté de Droit de Bordeaux en 2020 | Nombre d'étudiants de la Faculté de Droit de Bordeaux en 2020 |
| ------------------------------------------------------------- | ------------------------------------------------------------- |
| Licence 1                                                     | 2359                                                          |
| Licence 2                                                     | 1211                                                          |
| Licence 3                                                     | 856                                                           |
| Master 1                                                      | 91 : ~10 par Masters                                          |
| Master 2                                                      | 79 : ~10 par Masters                                          |
| Doctorat                                                      | 22                                                            |

Les effectifs chutent drastiquement à partir du diplôme national de master car ce dernier est accessible uniquement après une sélection sur dossier et oraux d'admission dès la 1re année de Master,